# Philosophyz
「Philosophyz」（フィロソフィーズ）は、NanosizeMirの水谷瑠奈によるソロシングル。2011年1月28日にKey Sounds Labelから発売された。

## 概要
2011年6月24日に発売されたPCゲーム『Rewrite』発売に先駆けての先行リリース。表題曲「Philosophyz」はオープニングテーマ、カップリング曲「闇の彼方へ」はエンディングテーマとして使用された。

## 収録曲
歌：水谷瑠奈（NanosizeMir）
1. Philosophyz
作詞：都乃河勇人、作曲：折戸伸治、編曲：MintJam（a2c）
2. 闇の彼方へ
作詞・作曲・編曲：塚越雄一朗（NanosizeMir）
3. Philosophyz Game size Ver.
4. 闇の彼方へ Game size Ver.
5. Philosophyz off vocal Ver.
6. 闇の彼方へ off vocal Ver.